# الشام العدية (مسلسل)
الشام العدية هو الجزء الثاني من مسلسل بيت جدي المسلسل الغني بأحداثه السياسية التي تتطرق إلى تاريخ سورية الحديث، ومرحلة نضالها ضد الاستعمار الفرنسي والموالين له، سلط الضوء على واقع الثوار.. وفي الوقت نفسه يتعرض لجوانب اجتماعية كثيرة تطال البيئة الاجتماعية السائدة آنذاك، والأفكار التقليدية والموروث الشعبي، إضافةً إلى الكثير من القيم النبيلة والمعاني، السامية، والعلاقات الحميمة التي تربط أفراد العائلة والحارة، ويبيّن نماذج مختلفة من الأشخاص الذين تتفاوت لديهم نسب الخير والشر. وفي المسلسل شيء من الطرافة والأحداث المضحكة، التي تطال علاقة نساء العائلة والحارة لاسيما (الضراير). قام بغناء مقدمة المسلسل الفنان اللبناني عاصي الحلاني.

## قصة المسلسل
تبدأ قصة المسلسل بعد موت عجاج ابن أبو راشد وبعد طعن أبو راشد لصبري أفندي في بطنه لكنه لم يمت ويأخذه شلهوب إلى المستشفى ويبقى بين الموت والحياة ثم يظهر بأن صبري لايزال على قيد الحياة فيهرب أولاد أبو راشد من صبري فيذهب راشد ليختبئ عند العكيد أبو عزيز ويذهب شاكر ألى أبو شبلي ويحاول ياسين الذهاب إلى أبو عبدو الصالحاني ولكنه يفشل بسبب عناصر السرايا الذين حاصرو الحارة فيختبئ عند فاديا ووداد بنات رشدي بيك ويظهر رسلان وهو ابن أبو رسلان ابن عم أبو راشد وهو الهارب من السَّرايا عند ثوار الغوطة فيلتقي براشد الذي أخذه العكيد أبو عزيز عند ثوار الغوطة ليختبئ ثم يذهب شاكر أيضا إلى ثوار الغوطة ويظهر زكو قاتل عجاج ورفيقه سلمو الذي يتوضح بأنه لم يمت فيطلب صبري أفندي منهما أن يقتلا شلهوب شريكه في الذهب الذي كان مخبئ في محل الحلاق أبو شريف الذي مات بسبب التعذيب من صبري وفعلا يطلب صبري أفندي من شلهوب الذهاب إلى بيت الحلاق لتفتيشه ولكن كان سلمو وزكو ينتظرانه ثم قتلاه ورما جثته في الحارة وتمر الأحداث منها عودة رسلان إلى الحارة واختبئ أبو راشد في بيت أبو رسلان القديم ثم يطلب صبري أفندي من زكو وسلمو أن يراقبا أبو رسلان وثم عرف زكو وسلمو أين أبو راشد فأرسل صبري عناصر السرايا للقبض عليه وعرف درويش جاسوس الحارة بأن ياسين كان يختبئ في بيت رشدي بيك فيلقون القبض عليه وعلى وداد وفاديا ثم يعرف فوزي بأن زكو وسلمو يعملا عند صبري أفندي فيرسل عناصره للقبض عليهما ولكن زكو كان يحمل مسدس شلهوب فتحصل عملية اطلاق النار إلى أن مات زكو وأخذوا عناصر السرايا سلمو فيهجم رسلان ورجال الغوطة على السرايا ويحررون أبو راشد وياسين ووداد ولكن صبري قتل فاديا ثم يحاول أن يهرب ولكنه يقتل على يد رسلان ووداد وفوزي.

## ابطال المسلسل
| الدور                | مؤدي الشخصية         | المعلومات |
| -------------------- | -------------------- | --- |
| رسلان                | سامر المصري          | بدور رسلان وهو الابن الأكبر لأبورسلان يهرب من السرايا بسبب جريمة ارتكبها.                                      |
| صبري افندي           | بسام كوسا            | بدور صبري افندي وهو أحد كبار الموضفين في السرايا يريد أخذ ذهب جده من دكان الحلاق ولكن يقتله رسلان ووداد وفوزي. |
| سلوى                 | صباح الجزائري        | بدور ام فوزي (سلوى) وهي الزوجة الثانية لأبو رسلان ووالدة فوزي وعمر.                                            |
| ست الشام او ام رضوان | نسرين طافش           | بدور ام رضوان او ست الشام وهي أرملة تتزوج من رسلان ليستر عليها.                                                |
| فوزي                 | شادي زيدان           | بدور فوزي وهو أبن أبو رسلان من زوجته الثانية وأحد كبار الموضفين في السرايا.                                    |
| ابو رسلان            | طلحت حمدي            | بدور أبو رسلان وهو والد رسلان وفوزي وعمر يملك محل للحلويات وهو أبن عم أبو راشد.                                |
| ابو راشد             | صالح الحايك          | بدور أبو راشد وهو والد راشد وشاكر وياسين وعجاج وقد طعن صبري في بطنه ولكنه لم يمُت.                              |
| زكور                 | رامز الأسود          | بدور زكو وهو صاحب المشاكل مع رفيقه سلمو ويعتمد عليه صبري أكثر من سلمو يقتل على يد رجال فوزي.                   |
| سلمو                 | نوار بلبل            | بدور سلمو وهو صاحب المشاكل مع رفيقه زكو ويعتمد عليهما صبري في جميع مهامه.                                      |
| المختار ابو جمال     | عبد الرحمن آل رشي    | بدور المختار أبو جمال وهو مختار الحارة يأخذ الذهب من أبو شريف ويخبأه الانه أكثر ذكاء منه.                      |
| ام عجاج              | وفاء موصللي          | بدور ام عجاج وهي زوجة أبو راشد الأولى وولدة عجاج وأميرة.                                                       |
| ام راشد              | سحر فوزي             | بدور ام راشد وهي زوجة أبو راشد الثانية ووالدة راشد وشاكر وياسين.                                               |
| ابو الموت            | وائل أبو غزالة       | بدور أبو الموت وهو رفيق أبو صخر يحاول قتل رسلان والانتقام لأخوه الذي قتله رسلان.                               |
| شلهوب                | جلال الطويل          | بدور شلهوب وهو كان اليد اليمنى لصبري أفنددي ولكنه يموت على يد زكو وسلمو.                                       |
| راشد                 | علاء قاسم            | بدور راشد وهو لأبن لأكبر لأبو راشد يهرب م صبري أفندي ويختبأ عند ثووار الغوطة.                                  |
| شاكر                 | محمد قنوع            | بدور شاكر وهو لأبن الثاني لأبوراشد.                                                                            |
| صطيف                 | وسيم الرحبي          | بدور صطيف وهو أبن أبو صطيف وخطيب أميرة أبنت أبو راشد ولكنه يطلقها.                                             |
| ابو عزو الفحام       | عزيز إسكندر          | بدور أبو عزو الفحام وهو صديق أبو رسلان.                                                                        |
| عمر                  | أسامة حلال           | بدور عمر وهو لأبن الاصغر لأبو رسلان.                                                                           |
| ياسين                | علي سكر              | بدور ياسين وهو الأبن الأصغر لأبو راشد يختبأ عند فاديا ووداد.                                                   |
| ابو صخر              | صفوح الميماس         | بدور أبو صخر وهو رفيق أبو الموت ويحاول قتل فوزي ولكنه يفشل.                                                    |
| ابو شريف             | سليم كلاس            | بدور أبو شريف وهو الحلاق الذي خبأ الذهب في جرة ولكنه يعطيه للمختار ليخبأه يموت من شدة التعذيب.                 |
| وداد                 | رواد عليو            | بدور وداد وهي بنت رشدي بيك والأخت الكبرا لفاديا يحاول صبري أن يتزوجها ولكن فوزي يمنعه.                         |
| فادية                | لمى إبراهيم          | بدور فادية وهي لأخت الصغرى لوداد يخطبه ياسين ولكنها تموت على يد صبري.                                          |
| حفيظة                | رنا شميس             | بدور حفيظة وهي زوجة شاكر.                                                                                      |
| ابو شبلي             | عبد الرحمن أبوالقاسم | بدور أبو شبلي وهو أخو أم عجاج ساكن في دوما.                                                                    |
| ابو صطيف             | أحمد خليفة           | أبو صطيف وهو ولد صطيف.                                                                                         |
| ابو نجم              | عصام عبه جي          | أبو نجم وهو صاحب محل الفواكه والخضراوات.                                                                       |
| ابو عارف             | حسن دكاك             | بدور أبو عارف وهو البوابيري.                                                                                   |
| بشيرة                | أمية ملص             | بدور بشيرة زوجة راشد الأولى.                                                                                   |
| درويش                | مظهر جروج            | بدور درويش أحد موضفين السرايا وجاسوس عالى أهل الحارة.                                                          |
| اميرة                | مجد نعيم             | بدور اميرة بنت أبو راشد كانت خطيبت صطيف ولكنه يطلقها لتصبح خطيبت رسلان.                                        |
| زهير                 | بسام دكاك            | بدور زهير أحد موضفي السرايا.                                                                                   |
| العمة أمينة          | أنطوانيت نجيب        | بدور العمة امينة عمة أبو راشد وأبو رسلان وتعيش في بيت أبو رسلان.                                               |